# Пуглалым
Пуглалым — река в России, протекает в Каргасокскому району Томской области. Устье реки находится в 109 км по левому берегу реки Нюролька. Длина реки составляет 46 км.

## Данные водного реестра
По данным государственного водного реестра России относится к Верхнеобскому бассейновому округу, водохозяйственный участок реки — Васюган, речной подбассейн реки — Васюган. Речной бассейн реки — (Верхняя) Обь до впадения Иртыша.
Код объекта в государственном водном реестре — 13010800112115200031888.

## Топографическая карта
- Лист карты O-44-VII. Масштаб: 1 : 200 000. Состояние местности на 1982 год. Издание 1987 г.